# Odrava (rzeka)

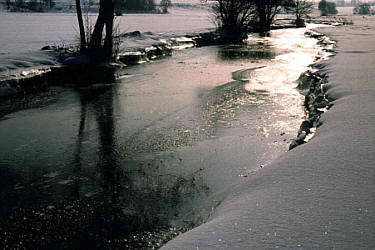
Odrava zimą

Odrava (niem. Wondreb) – rzeka na pograniczu Bawarii (Niemcy) i zachodnich Czech. Prawostronny dopływ Ohrzy o długości ok. 58 km.